# ماهی پرنده آبی
ماهی پرنده آبی (به انگلیسی: bluebirdfish) (نام علمی:  Exocoetus volitans) یک گونه پرتوبالگان می‌باشد که زیستگاه بومی آن دریاهای گرمسیری و نیمه گرمسیری می‌باشد. این ماهی‌ها می‌توانند برای فرار از دست شکارچیان روی سطح دریا سر بخورند.
حداکثر طول این ماهی‌ها حدود ۳۰ سانتی‌متر (۱۲ اینچ) است، اما متداول‌ترین طول آن حدود ۲۰ سانتی‌متر (۸ اینچ) است. باله پشتی خار ندارد و حدود ۱۲ تا ۱۵ پرتو صاف دارد و باله مقعدی نیز خار ندارد و حدود ۱۲ تا ۱۴ پرتو صاف دارد. باله‌های سینه‌ای فوق‌العاده بزرگ این گونه از ماهی‌ها، آنها را قادر می‌سازد تا مسافت‌های طولانی را در بالای سطح آب بپرند. رنگ قسمت‌های بالایی بدن این ماهی‌ها آبی تیره و رنگ شکم نقره ای مایل به سفید است. باله‌های سینه ای و باله‌های دم خاکستری و باله‌های دیگر بی‌رنگ هستند. ماهی‌های جوانی که هنوز به سن بلوغ نرسیده‌اند، گاهی اوقات دارای یک طرح کلی سیاه هستند.
ماهی پرنده آبی در مناطق گرمسیری و نیمه گرمسیری در تمام اقیانوس‌های جهان یافت می‌شود. گستره حضور آن شامل مناطق زیر است: در دریای کارائیب و بخش غربی دریای مدیترانه حضور متوسطی دارد. اما در خلیج مکزیک نادر است و به ویژه در دریاهای داخلی واقع در جنوب شرقی آسیا مانند دریای سلب ،دریای سولو و دریای فلورس بسیار نادر می‌باشد.